# Сосновська Тетяна Вікторівна
Тетяна Вікторівна Сосновська (28 січня 1962, Київ) — український працівник культури та радіожурналіст, генеральний директор Національного музею історії України у 2015—2020 роках. Заслужений працівник культури України.

## Біографія
Тетяна Сосновська народилася 28 січня 1962 року в Києві. Родичка українського поета Павла Григоровича Тичини. Її прабабуся Пелагея була найстаршою сестрою поета. Її бабусю, Марію, племінницю поета, Павло Тичина, не маючи власних дітей, взяв на виховання. Закінчила Київський національний університет імені Тараса Шевченка..

### Музей Павла Тичини
22 роки пропрацювала в Літературно-меморіальному музеї-квартирі Павла Тичини в Києві, з них 18 років, з 1997 року, — на посаді директора.
У музеї був організований буккросинг, різноманітні програми, відбувалися виставки та музичні вечори. За підтримки родини поета видавалися книжки. Зокрема, вийшли переклади Тичини англійською, французькою та грузинською. Крім стандартних екскурсій, проводилися моновистави (за участі Євгена Нищука), авторські екскурси, концерти, музичні та поетичні марафони, дітям пропонувалося намалювати, як вони бачать поезію Тичини, зробити близьким листівки-вітання, еко-сумки та інше. У 2014 р. музей мав 42 тисячі відвідувачів, чверть з яких заплатила за музейні послуги. 18 % доходу було отримано від реалізації сувенірної продукції. Меморіальна квартира позиціонувала себе як центр життя київської громади. На думку першого заступника директора Департаменту культури КМДА Сергія Анжияка: «Колектив демонструє швидкі темпи розвитку за мінімальних можливостей навіть в таких складних умовах. І все це завдяки власним зусиллям. Особисто мене вражає інформативна цікава експозиція і великий спектр послуг».
З початком війни на Сході України в музеї проводили низку акцій з допомоги солдатам, зокрема написання листів та побажань солдатам в АТО.
У 2014 музей пройшовши відбір комісії та потрапив до короткого списку номінантів конкурсу «Кращий музей Європи» Європейського музейного форуму, ставши першим муніципальним музеєм за роки незалежності, що представляв Україну на такому конкурсі.

### Директор Історичного музею
26 лютого 2015 року Тетяна Сосновська була призначена в. о. генерального директора Національного музею історії України (НМІУ). Міністр культури В'ячеслав Кириленко написав з цього приводу на своїй сторінці у Twitter: «Впевнений, музей тепер запрацює по-новому». Під час зустрічі з колективом музею міністр пояснив це призначення тим, що Тетяна Сосновська є одним з найкращих фахівців в музейній галузі України, в питанні популяризації музею, є новатором, яка з невеликого меморіального музею зробила установу, що в інформаційному просторі дає фору багатьом іншим музеям, і яка вперше в історії України вивела державний музей в фінал європейського конкурсу «Кращий музей Європи — 2014». Також він наголосив, що настав час для підходів і експериментів, щоб вдихнути життя в головний музей країни.. На думку замміністра культури Юрія Зубка, Тетяна Сосновська успішно працювала на посаді очільника Музею Тичини, перетворивши його на популярний заклад. Саме це й стало причиною того що їй було запропоновано НМІУ, перш за все «не як історику, але людині зі свіжим поглядом».

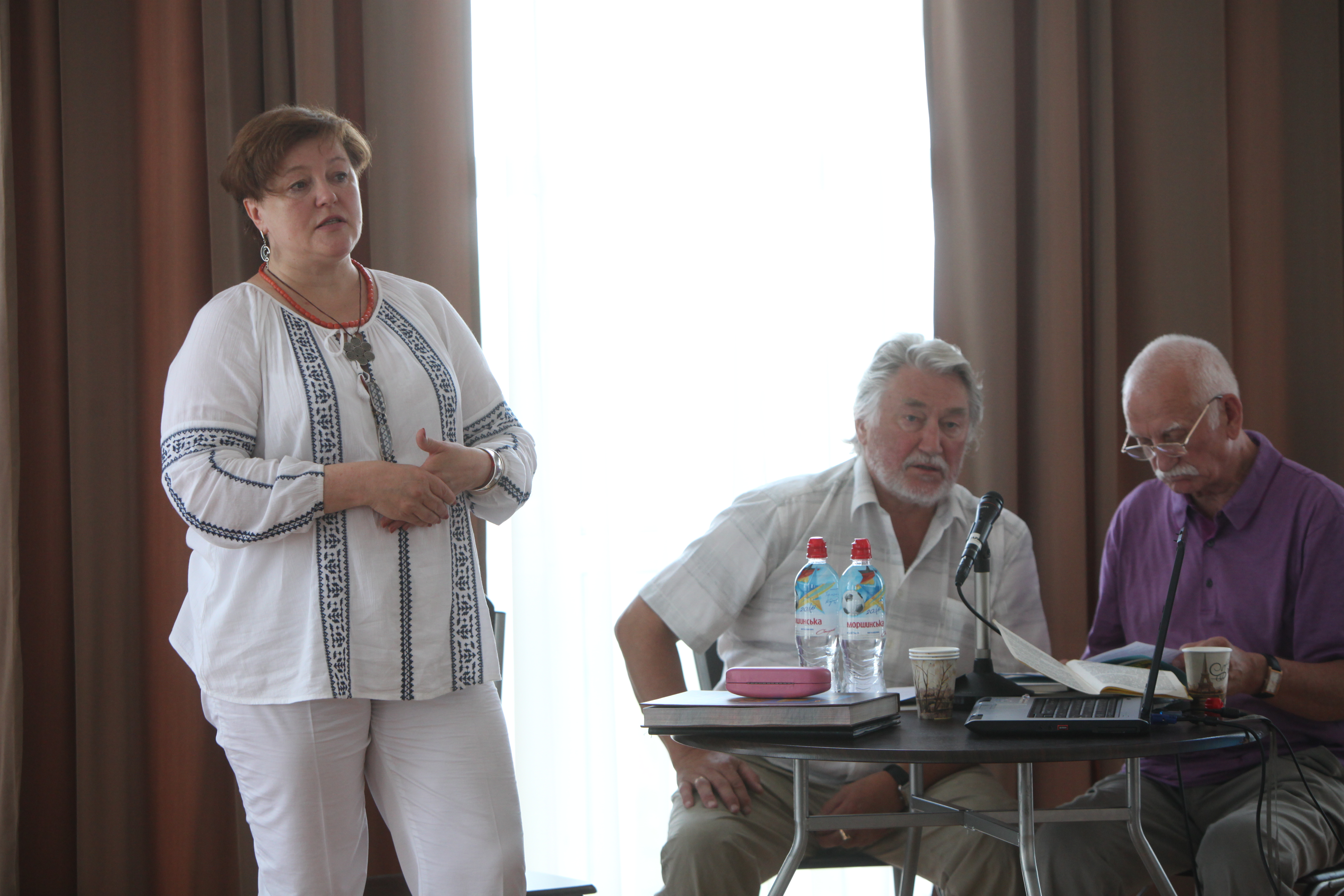
Тетяна Сосновська виступає на конференції «Повернення культурних цінностей в Україну — державна справа» в НМІУ.

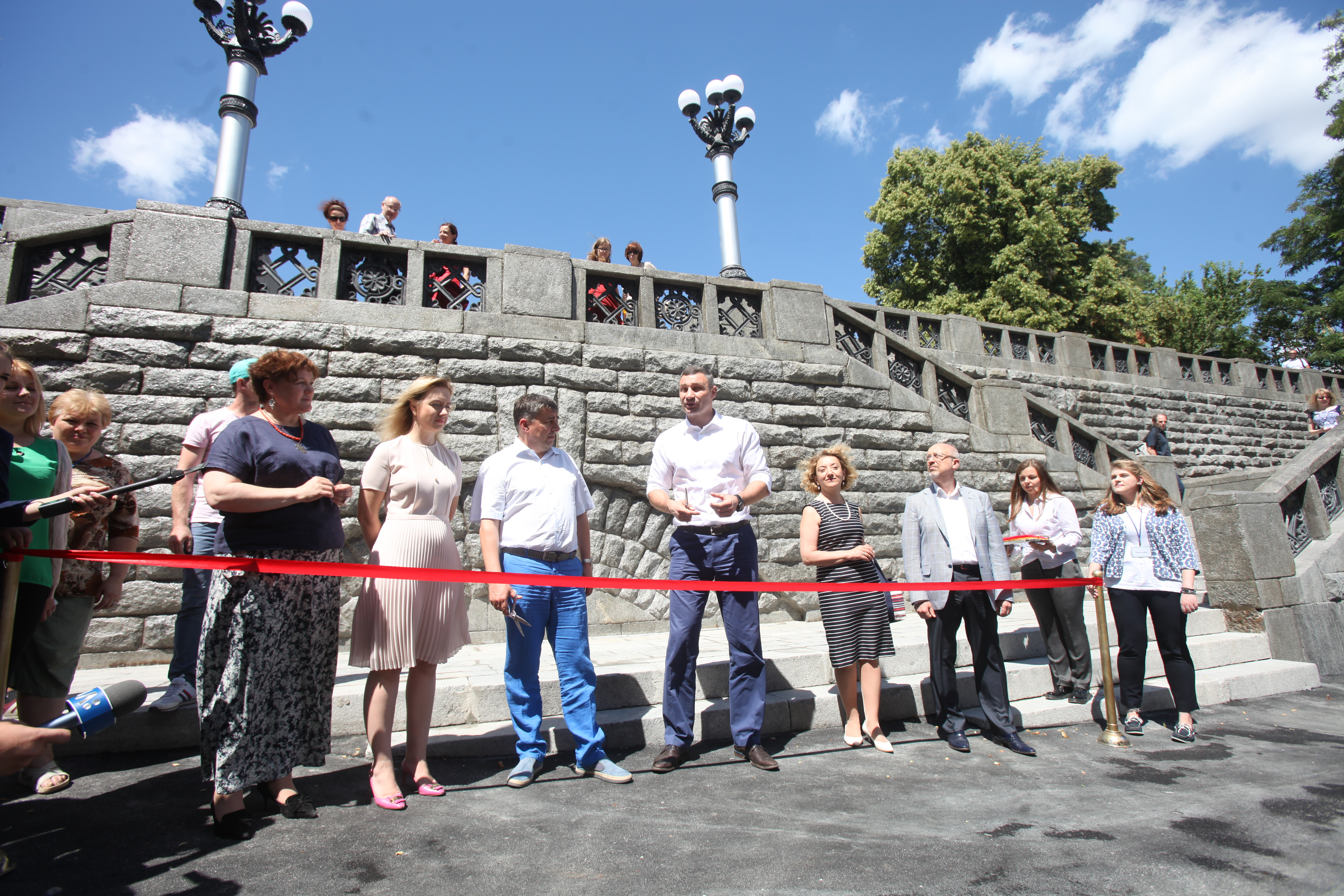
Тетяна Сосновська на відкритті реконструйованої вхідної групи на територію музею. Липень 2016 р.

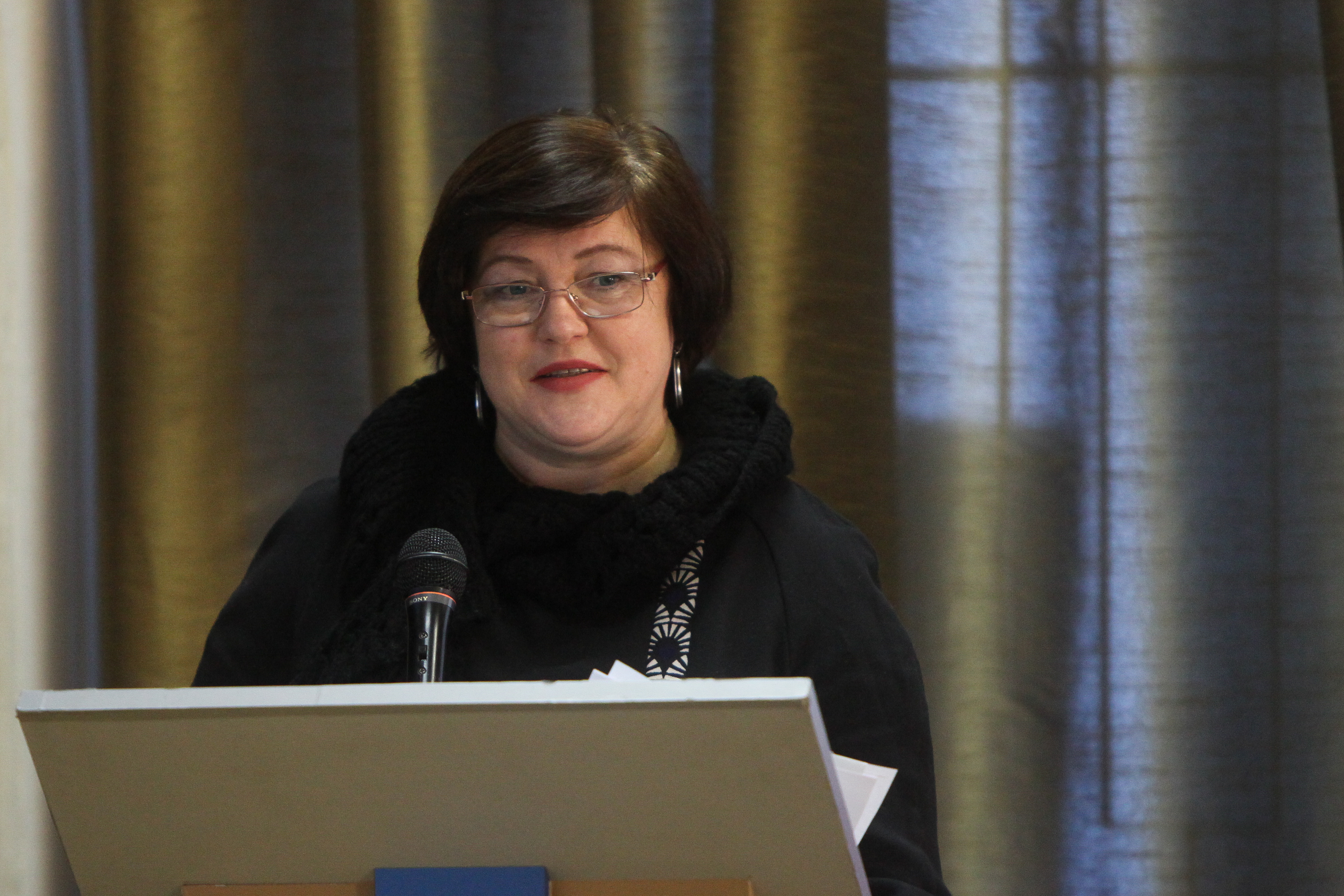
Тетяна Сосновська на Науково-практичній конференції Національного музею історії України 2016 року.

Протягом 2015 року в музеї була розроблена, оприлюднена та почалася реалізовуватися «Концепція розвитку НМІУ до 2020 року». Відповідно до неї, зокрема розпочалося впорядкування простору приміщень та прилеглих територій: облаштування крамнички, можливість розрахунків POS-терміналом, створення зон відпочинку та дитячого куточку, встановлення велопарковок та лавочок, проведення вечірніх заходів у музеї та на прилеглій території. Для дорослих відвідувачі почали діяти проекти «Автентична Україна», «неПРОСТІ ЛЮДИ», «Вечірні історії про…», разом з «Європейською правдою» було проведено цикл лекцій «Україна та НАТО». У листопаді 2015 музей став партнером та майданчиком для започаткованого спільно з ініціативою «LIKBEZ. Історичний фронт» проекту «Відкрита школа історії». В межах «Відкритої школи історії» в НМІУ що два тижні мали відбуватися відкриті науково-популярні публічні лекції справжніх експертів і фахівців на ті історичні проблеми, які є дражливими, актуальними, з приводу яких відбуваються суперечки в суспільстві. Також регулярно стали проводитися лекції наукових співробітників та запрошених лекторів у рамках розрахованого на широке коло відвідувачів лекторію НМІУ.
Музей став ініціатором проекту трасування фундаментів Десятинної церкви, проведених за ініціативи та за підтримки ГО «Андріївсько-Пейзажна Ініціатива». У музеї було проведено низку акцій на підтримку онкохворих, родин бійців АТО та бійців, які перебувають в АТО.
Дитячі програми були оновлені відповідно до нових історичних знань про Україну, новітніх педагогічних методик та національної стратегії патріотичного виховання дітей і молоді. Зокрема щомісяця в музеї почали проводити «Дитячий день», щоразу за новою програмою на тему історії України. Була запроваджена послуга «День народження в музеї», яка включає дитячі квести або програми на вибір. Також були запроваджені маршрути для самостійного проходження експозиції музею, як для дітей, так і для проходження спільно батьків з дітьми.
У 2016 було реалізовано проект з реконструкції та впорядкування території Історичного музею на Старокиївській горі. За основу було взято проект архітектора Авраама Мілецького. Зокрема була оновлене плиткове покриття, ліхтарі, лавочки, газони, тощо. Вхідна група на територію музею була реставрована та звільнена від торгових яток. Загальна вартість проекту склала 19 мільйонів гривень, які були виділені меценатом.
З ініціативи Тетяни Сосновської НМІУ почав робити кроки в напрямку до перетворення на «baby-friendly» музей, тобто створення простору дружнього до відвідувачів з маленькими дітьми.
У березні 2017 В'ячеслав Кириленко так відгукувався про її діяльність: «робота Тетяни Сосновської є дуже результативною: Національний музей історії України стає тим, чим він має бути. Вона працює просто блискуче — і за об'єктивними показниками, і за суб'єктивними враженнями. Там є клуб реконструкторів, клуб прихильників Музею історії. Є люди, які часто ходять в музей з дітьми, сім'ями на вихідні дні. Коли таке там було? Та в житті такого не було! Там постійно відбуваються події із високими змістами, там багато молоді, виступають відомі спікери.».
Оксана Левкова, виконавчий директор ГР «Не будь байдужим»: «Треба вирахувати той музей, який дихає стандартами нашого століття, а не позаминулого. Ну я вам скажу чесно, що з того всього, що я бачу, найбільш динамічно зараз розвивається Музей історії України. Може, тому що там зараз директор Тетяна Сосновська, яка вміє якось так підстрахуватися іншими грошима, ніж тільки державні, бо державних завжди не вистачає. Може, тому що вона правильно працює з кадрами поважного віку. Може, тому що вона зараз заохочує прихід до музею молодих таких дівчат, хлопців, які вміють теж і додатково займатися фандрейзингом чи іншими технологіями. Правильно вибудовувати комунікації з молоддю. От. Може тому. Це те, що спостерігаю.».

## Громадська діяльність
Тетяна Сосновська передає до шкільної бібліотеки в селі Піски, що на Чернігівщині, літературу, передплати газет та журналів, допомагає в організації свят. З її ініціативи на території школи започаткований парк.

## Конфлікти

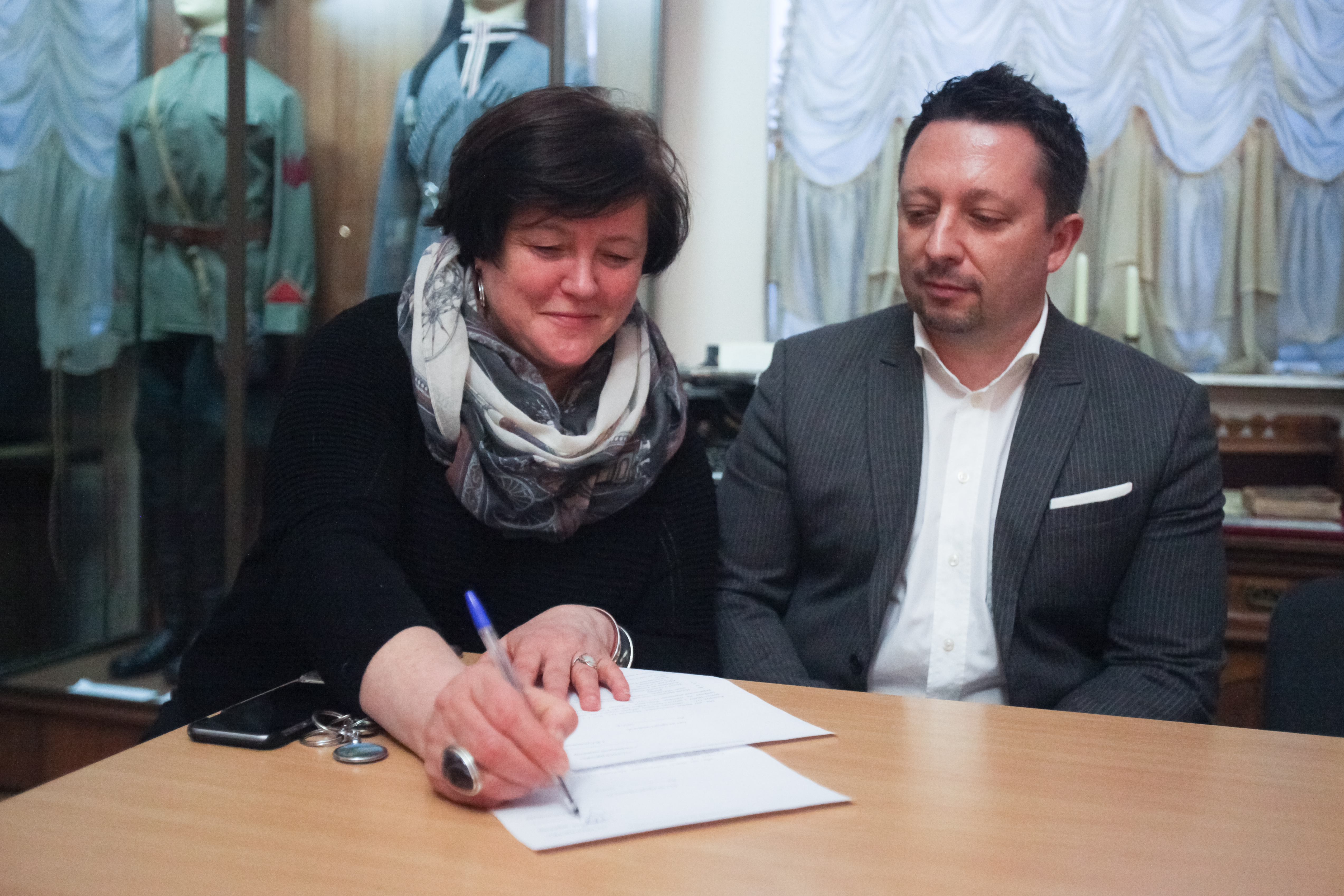
Тетяна Сосновська під час урочистої передачі капсули з землею з могили Євгена Коновальця до відділу «Музей Української революції 1917-1921 років» НМІУ. Листопад 2016 р.

17 червня 2015 року було опубліковано відкритий лист, адресований керівникам держави, з критичною оцінкою діяльності Тетяни Сосновської на посаді керівника Історичного музею. У листі стверджувалося що його підписали 76 співробітників музею, з близько 300 співробітників установи загалом, проте імені жодного з них не було зазначено.. 18 червня 2015 року на сайті «Музейний простір» був опублікований «Відкритий лист колективу Музею історичних коштовностей України» без вказання імені жодного з підписантів. 26 червня 2015 на сайті журналу «Музеї України» була опублікована стаття «100 днів обіймання посади Генерального директора НМІУ Т.Сосновською або нищення музею історії» з критикою її діяльності. Стаття була без підпису, в якості автора було вказано — «Співробітники та активісти музею».
У листопаді 2015 року критику частини колективу філії НМІУ Музею історичних коштовностей України викликало рішення про адміністративне підпорядкування посадових осіб, відповідальних за зберігання предметів у філії, безпосередньо головному хранителю Національного музею історії України.. 20 листопада 2015 р. екс-президенти України Леонід Кравчук, Леонід Кучма, і Віктор Ющенко звернулися до чинного Президента України Петра Порошенка щодо розгляду цієї ситуації

## Цитати
|   | Ми повинні зняти з голови корону, що ми, мовляв, головний музей України, і не чекати, поки відвідувач прийде до нас, а піти до нього - або з лекцією, або з якимось розмовою в школу, або з виступом на майданчику, або участю в якомусь фестивалі. Ми повинні робити кроки назустріч. |
| — | |

|   | Коли частина співробітників запропонувала зробити експозицію про Майдан і про АТО, то наші ж колеги сказали, що це недоречно, потрібно років 25-30 почекати, поки історія розставить свої акценти. Я відповіла, що Майдан і АТО - це те, що пережила практично кожна сім'я. І ми повинні без акцентів і коментарів відобразити просто атмосферу, в яку людина або потрапить, або ні, і згадає ту історію, яку у неї «на відстані витягнутої руки. |
| — | |

|   | «Вада» мого виховання це небажання, а потому і невміння просити гроші. Я завжди вважала, що в потребах нам треба орієнтуватися на наші можливості, на наші досягнення. В умовах фінансової кризи я зрозуміла, що музейна, як і будь-яка галузь, не мине рейок ринкової економіки, я абсолютно спокійно ставлюся до факту і необхідності дбати і говорити про ефективність музею. Я не сприймаю тезу своїх колег, що музей не повинен дбати про продуктивність і результативність. Так, прибутковим він ніколи не буде, але він зобов'язаний бути відвідуваним і приносити дохід, тому що дохід музею - це показник інтересу аудиторії і готовність своїми оцими невеликими пожертвами на вхідний квиток підтримати українську культуру. |
| — | |

|   | Насправді, запитання: що людина шукає в музеї, я задаю собі весь час. Бо, повірте, якщо думати та досліджувати, ця відповідь щоразу буде іншою. |
| — | |

## Публікації
- «Як я Женю — свого брата — рятував у ЧК». Маловідоме з життя поета Павла Тичини. // Тетяна Сосновська, провідний науковий працівник літературно-меморіального музею-квартири П. Г. Тичини. «З архівів ВУЧК-ГПУ-НКВД-КГБ» № 1(1) 1994
- Проект «Його Величність Експонат» стартував у Му-зеї Павла Тичини в Києві. Музейний простір. 22 серпня 2013
- «Недремне око інтернету». Музейний простір. 7 лютого 2014

### Інтерв'ю
- «Акценти дня» Ніч у музеї Espreso.TV. 2014 р.
- Тетяна Сосновська, директор Національного музею історії України Часом я відчуваю на собі такий же тиск, як мій колега з Музею терору в Будапешті Укрінформ
- Музей історії України стає сучасним: тут відкриється кав'ярня та облаштують паркову зону hmarochos.kiev.ua
- ТЕТЯНА СОСНОВСЬКА: «ЩОБ НМІУ РОЗВИВАВСЯ, МЕНІ ТРЕБА БУТИ АДВОКАТОМ ГРОМАДСЬКОСТІ, ТИМ, ХТО СТОЇТЬ ПОЗА МУЗЕЙНИМИ СТІНАМИ» L'Officiel Україна
- «Спростування міфів щодо ліквідації філіалу Національного музею історії України — Музею історичних коштовностей України» УНІАН
- Музей історії не повинен робити висновки за відвідувача, — Тетяна Сосновська Громадське радіо
- Ми нарешті створюємо музей вихідного дня, — Тетяна Сосновська Частина друга Громадське радіо
- Тетяна Сосновська: Історію України слід показувати через визвольні рухи espreso.tv Відео на Youtube
- СОСНОВСЬКА РОЗПОВІСТЬ У «МІНКУЛЬТІ» ПРО НОВОВВЕДЕННЯ У НАЦІОНАЛЬНОМУ МУЗЕЇ ІСТОРІЇ УКРАЇНИ Відео на Youtube
- НОВИНИ ЖИВА ІСТОРІЯ: ВІДБУЛАСЬ РЕКОНСТРУКЦІЯ СТАРОДАВНЬОЇ БИТВИ З МОНГОЛО-ТАТАРАМИ ЗА КИЇВ. 5 канал ВІДЕО
- У «Культпросторі»: Те, що допомагає пізнати українців. Тетяна Сосновська — про значення Національного музею історії України. ЕРА МЕДІА